# 가브리엘레 파오네사
가브리엘레 파오네사(이탈리아어: Gabriele Paonessa, 1987년 4월 18일 ~ )는 이탈리아의 전 축구 선수로서 포지션은 공격수이다.